# Élisabeth de Mac Mahon
Elizabeth Mac-Mahon (Elizabeth Charlotte Sophie La Croix de Castries, 13 de fevereiro de 1834 - 20 de fevereiro de 1900 foi a esposa de Patrice de Mac-Mahon, presidente da República francesa entre 24 de maio de 1873 e 30 de janeiro de 1879.

## Biografia

### Família
Elizabeth Charlotte Sophie La Croix de Castries nasceu  em Paris .
Seu pai era o Lorde Armand Charles Henri (1807-1862), filho de Duque Charles de La Croix de Castries e meio-irmão do Duque Edmond de La Croix de Castries, sua mãe Maria Augusta Harcourt. Ela tem uma irmã e um irmão: Jeanne (1843-1891) e Charles Edmond Auguste (1866-1886).

### Casamento
Em 14 de março de 1854 em Paris, Elizabeth La Croix de Castries se casou com Patrice Mac-Mahon, futuro Marechal de França e Duque de Magenta.
Eles têm quatro filhos:
| Nome                                                | Nascimento             | Morte              |
| --------------------------------------------------- | ---------------------- | ------------------ |
| 1. Marie Armand Patrice Mac-Mahon, Duque de Magenta | 10 de junho de 1855    | 23 de maio de 1927 |
| 2. Marie-Eugène, Conde de MacMahon                  | abril de 1857          | 1907               |
| 3. Marie-Emmanuel, Conde de MacMahon                | 26 de novembro de 1859 | 6 de junho de 1930 |
| 4. Marie, Condessa de MacMahon                      | fevereiro de 1863      | 1954               |

Quando seu marido tornou-se Presidente da República Francesa, em 1873, ela decidiu dar um lado mais luxuoso no Palácio do Eliseu, inclusive através de reformas.

### Morte
Mac-Mahon morreu no dia 20 de fevereiro de 1900 em Paris e está sepultada no Cemitério do Père-Lachaise.